# Annika Chambers
Annika Shattrelle Chambers (* 7. August 1985 in Houston, Texas, USA) ist eine US-amerikanische Soul-Blues-Sängerin und Songwriterin.

## Biografie
Annika Chambers wurde am 7. August 1985 in Houston (Texas) geboren. Als Kind sang sie in der Kirche und wurde von der Gospelmusik von Yolanda Adams, Shirley Caesar und Whitney Houston inspiriert.
Sie trat der US-Armee bei und diente über sieben Jahre lang dort. Während ihrer Dienstzeit wurde Chambers eingeladen, bei einer Zeremonie die Nationalhymne zu singen, was dazu führte, dass sie als Teil einer Tourneeband im Kosovo und im Irak für die Truppen auftrat. Während dieser Zeit begann sie sich für den Blues zu begeistern. Sie lernte die Songs von Etta James, Wynona Carr und Big Maybelle zu schätzen, aber auch von jüngeren Bluessängerinnen wie Ruthie Foster und Shemekia Copeland.
2011 kehrte Chambers nach Houston zurück und gründete ihre eigene Band, Annika Chambers and The House Rules Band. Die Gruppe nahm Ende 2012 an der Vorrunde der International Blues Challenge in Houston teil, und obwohl sie nicht in die Finalrunde kam, wurde ihr Talent von zwei Juroren bemerkt. Sie nahm ein Demo mit Larry Fulcher (von Taj Mahals Phantom Blues Band) und Richard Cagle auf, aus dem dann ihr Debütalbum Making My Mark (2014) entstand. Chambers wurde 2015 für einen Blues Music Award in der Kategorie „Best New Artist Debut“ nominiert.
Dieser anfängliche Erfolg wurde vorübergehend unterbrochen. Aufgrund ihrer früheren Beteiligung an der Rekrutierung für die texanische Nationalgarde, bei der sie Bestechungsgelder angenommen hatte, wurde sie angeklagt. Sie bekannte sich schuldig und wurde zu sechs Monaten Gefängnis verurteilt.
Ihr zweites Album Wild & Free (2016) stieg auf Platz 7 der Billboard Blues Album Charts ein. Anschließend trat Chambers bei Musikfestivals in Südamerika, Europa und den USA auf. 2018 wurde sie dafür erneut für einen Blues Music Award nominiert.
Chambers gewann 2019 einen Blues Music Award in der Kategorie „Soul Blues Female Artist of the Year“; sie wiederholte diesen Erfolg 2022 und 2024. Ihr drittes Album Kiss My Sass erschien am 9. August 2019 und erreichte Platz 4 der Billboard Blues Album Charts.
2018 lernte Chambers den kanadischen Gitarristen Paul DesLauriers kennen, den sie schließlich heiratete. 2022 erschien ihr erstes gemeinsames Album Good Trouble, das Platz 3 der Billboard Blues Charts erreichte. 2025 kam das Nachfolgealbum Our Time To Ride heraus.

## Auszeichnungen (Auswahl)
- 2019, 2022, 2024: Blues Music Award in der Kategorie „Soul Blues Female Artist of the Year“[6]

## Diskografie
- 2014: Making My Mark (CD Baby) – Annika Chambers & the Houston All-Stars
- 2016: Wild & Free (Under The Radar Music Group)
- 2019: Kiss My Sass (Vizztone Records)
- 2022: Good Trouble (Vizztone Records) – Annika Chambers & Paul DesLauriers
- 2025: Our Time To Ride (Forty Below Records) – Annika Chambers & Paul DesLauriers